# Список суден ВМС Норвегії
Це список суден , що перебувають на озброєнні Військово-морських сил Норвегії.

## Сучасні судна ВМС

### Фрегати

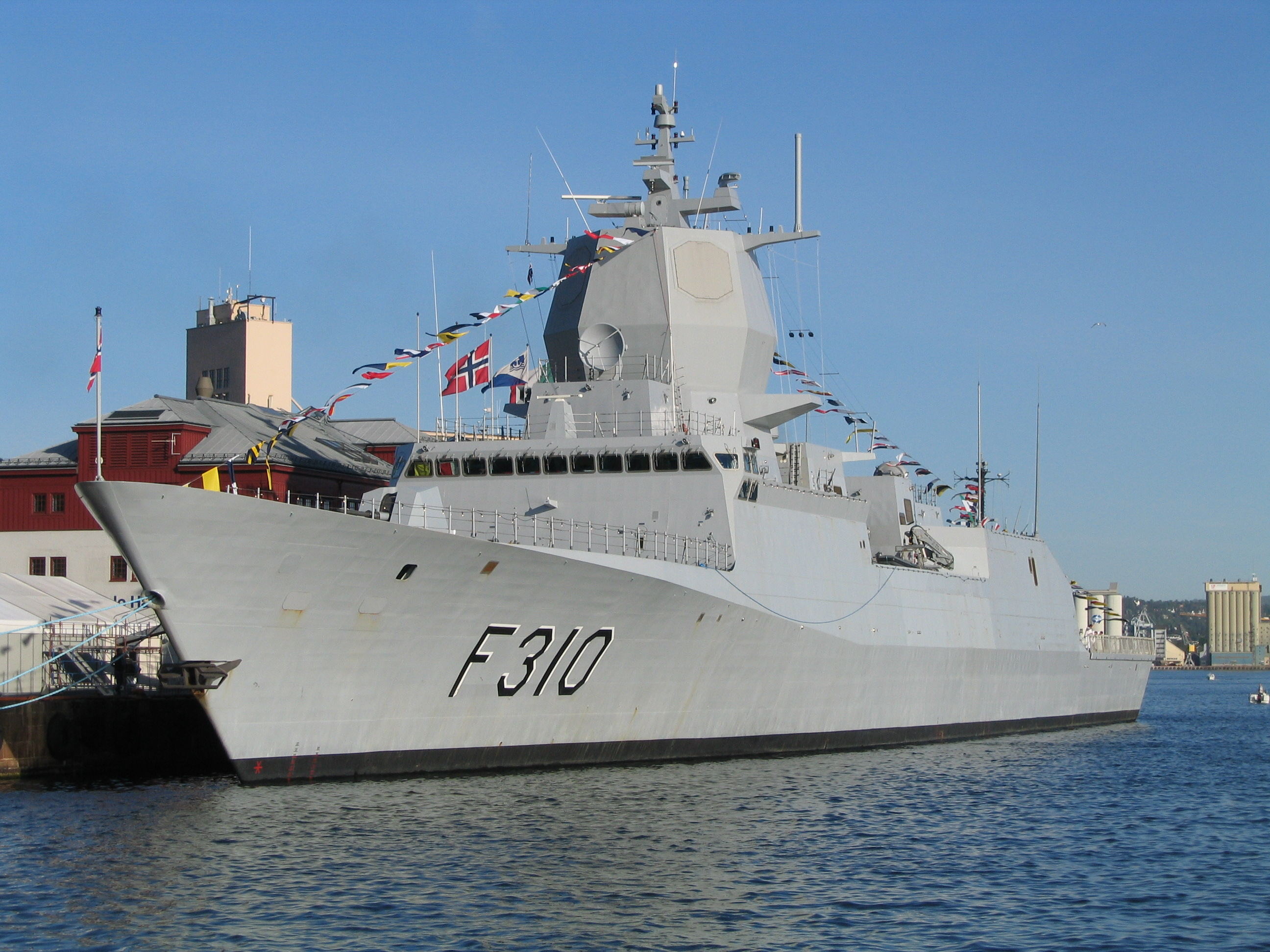
Фрегат «Fridtjof Nansen»

- клас Fridtjof Nansen
  - Fridtjof Nansen F310[2]
  - Roald Amundsen F311[3]
  - Otto Sverdrup F312[4]
  - Helge Ingstad F313
  - Thor Heyerdahl F314[5]

### Судна підтримки
- Reinøysund L4502 (колишнє посадкове судно)
- Rotsund L4505 (колишнє посадкове судно)

### Королівські яхти
- HNoMY Norge (A553) (колишня Philante — приватна британська яхта; ескорт-судно під час Другої світової війни)
  - Stjernen (II) (королівський бот).

### Тральщики

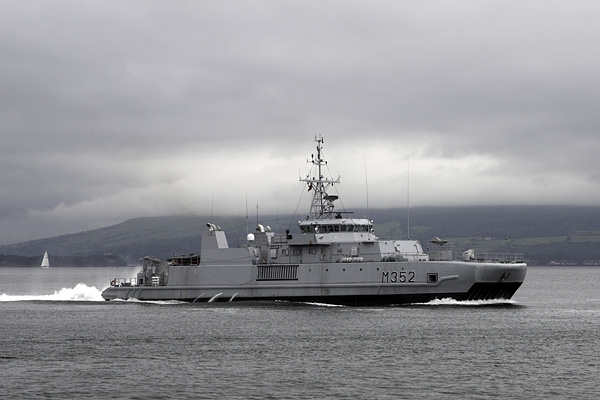
Мінний тральщик Rauma

- Мисливці за мінами класу «Oksøy» (1994)
  - Oksøy M340
  - Karmøy M341
  - Måløy M342
  - Hinnøy M343
- Мінні тральщики класу «Alta» (1996)
  - Alta M350
  - Otra M351
  - Rauma M352
  - Orkla M353 (судно затонуло через пожежу 19 листопада 2002 року)
  - Glomma M354
- Tyr N50

### Підводні човни

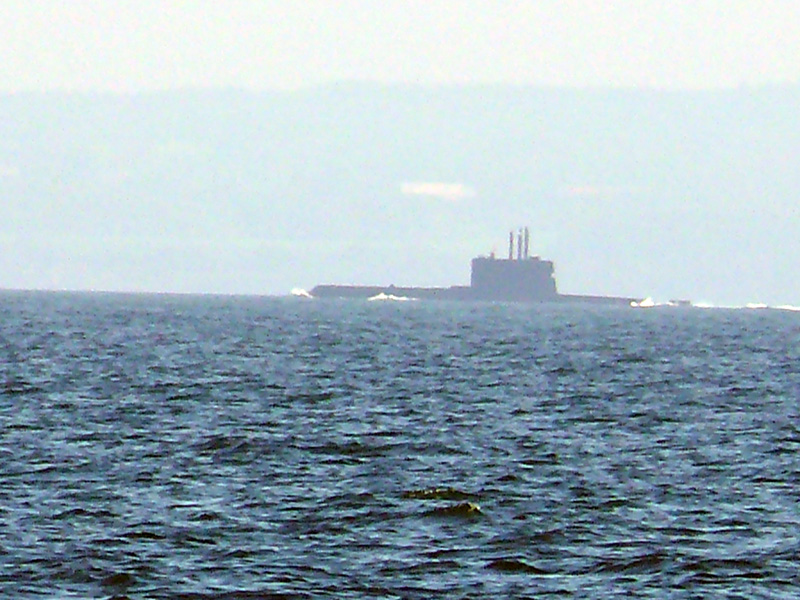
Субмарина класу Ula

Підводний флот складається з декількох підводних човнів класу «Ула»:
- Ula (S300)
- Utsira (S301)
- Utstein (S302)
- Utvær (S303)
- Uthaug (S304)
- Uredd (S305)

### Судна Військової берегової служби

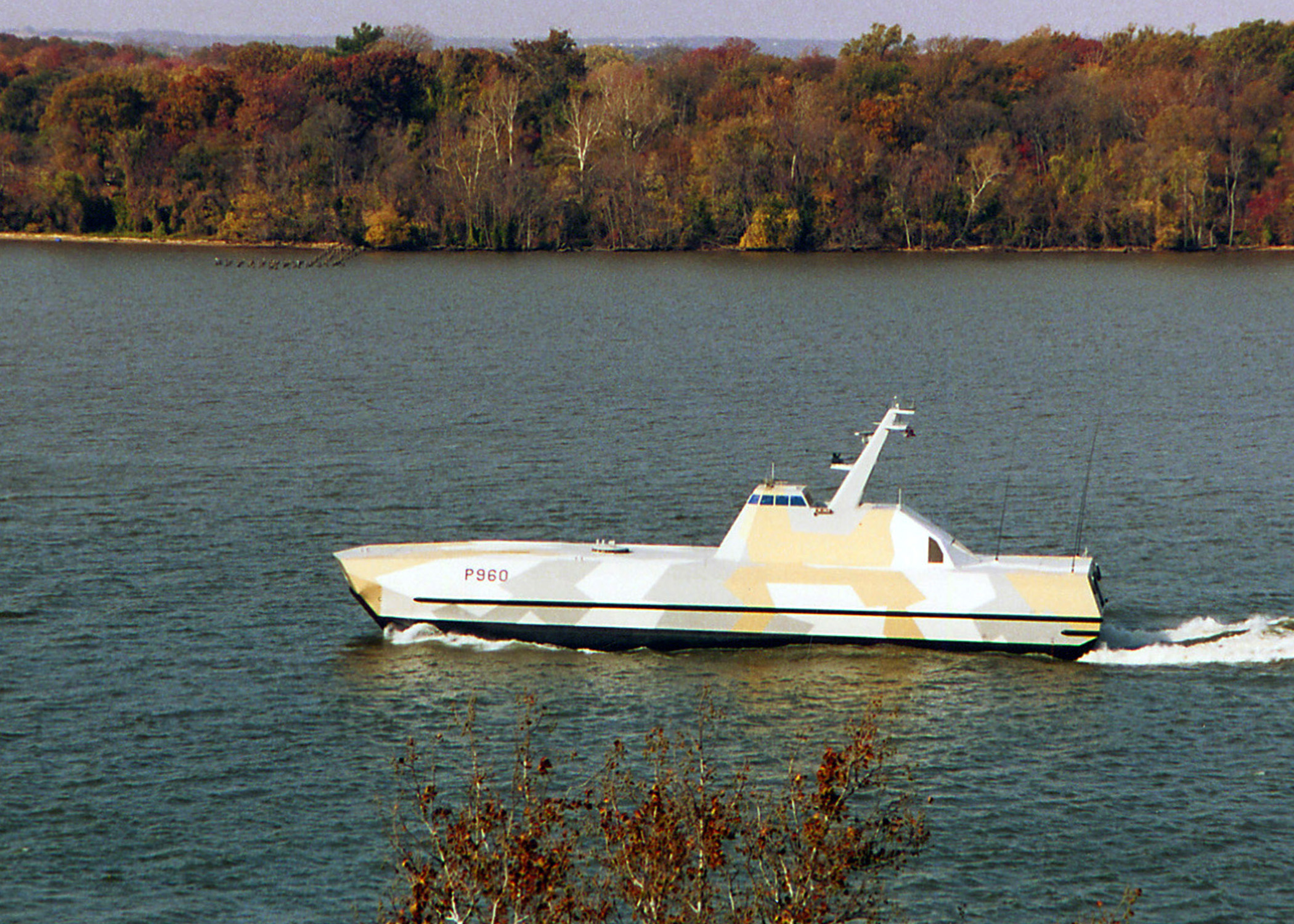
Патрульний катер «Skjold»

Флот Військової берегової служби складається з шести ракетних патрульних катерів типу «Скельд». Тип човнів часто маркується як корвет.
- Ракетні катери типу «Скельд»:
  - Skjold (P960)
  - Storm (P961)
  - Skudd (P962)
  - Steil (P963)
  - Glimt (P964)
  - Gnist (P965)
- Судно супроводу:
  - Valkyrien (A535)

### Судна служби Морських рейнджерів

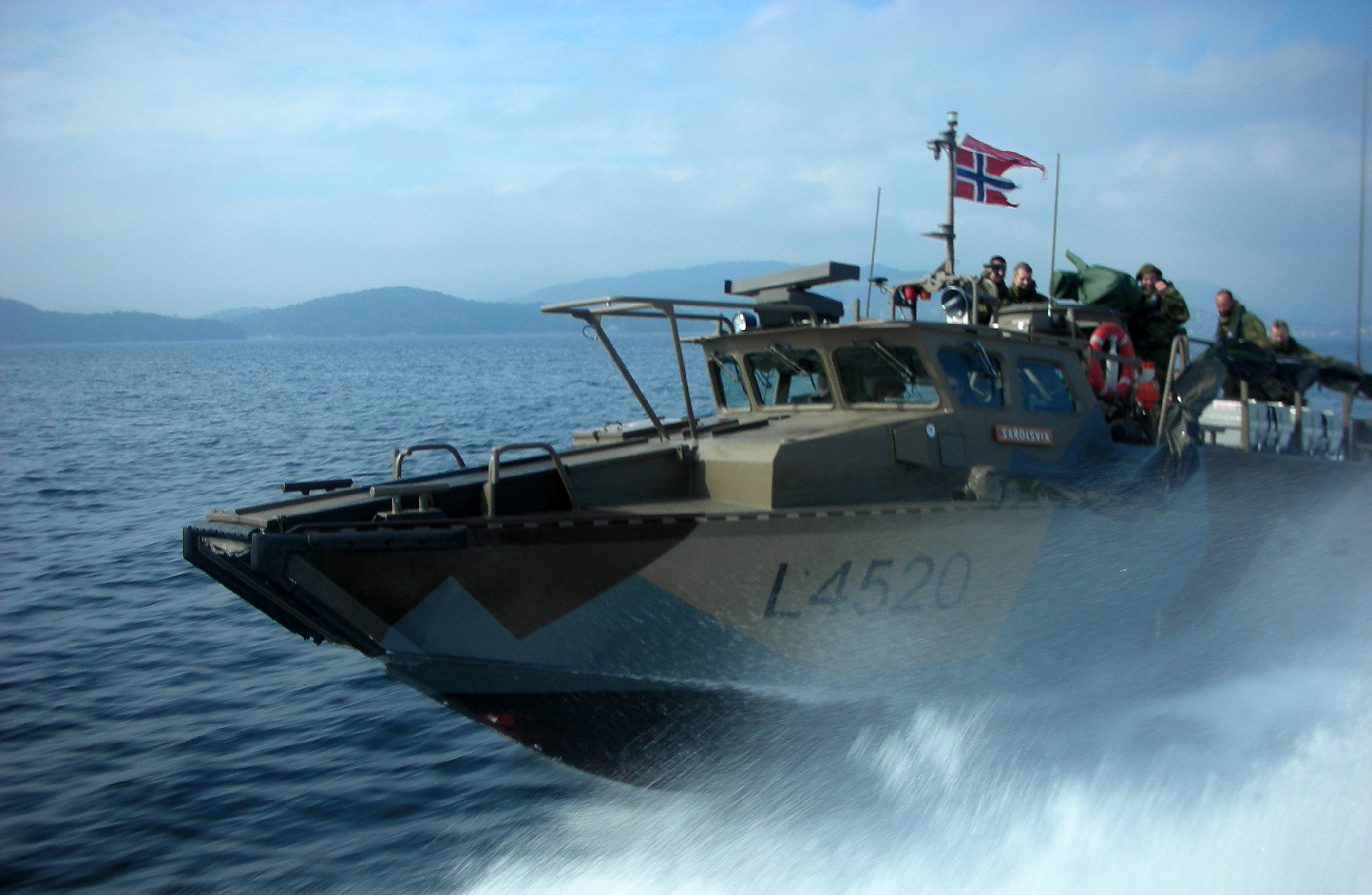
A Norwegian Combat Boat 90

- Ескадрон тактичних човнів
  - Combat Boat 90 (1996)
    - Trondenes
    - Skrolsvik
    - Kråkenes
    - Stangnes
    - Kjøkøy
    - Mørvika
    - Kopås
    - Tangen
    - Oddane
    - Malmøya
    - Hysnes
    - Brettingen
    - Løkhaug
    - Søviknes
    - Hellen
    - Osternes
    - Fjell
    - Lerøy
    - Torås
    - Møvik

## Судна Берегової охорони

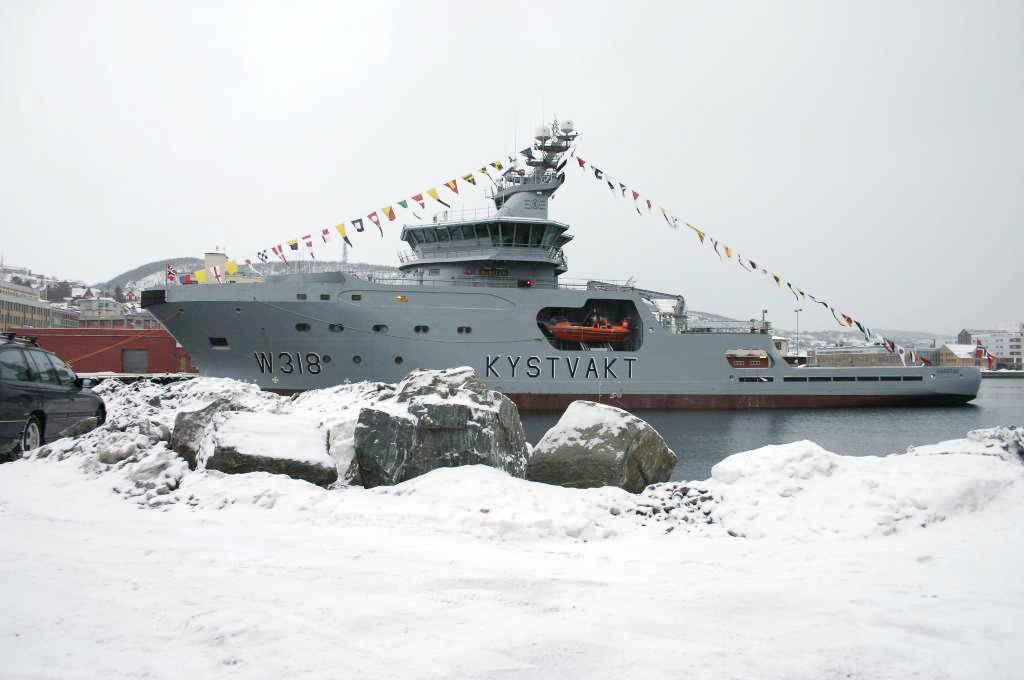
Човен Harstad у Гарстаді

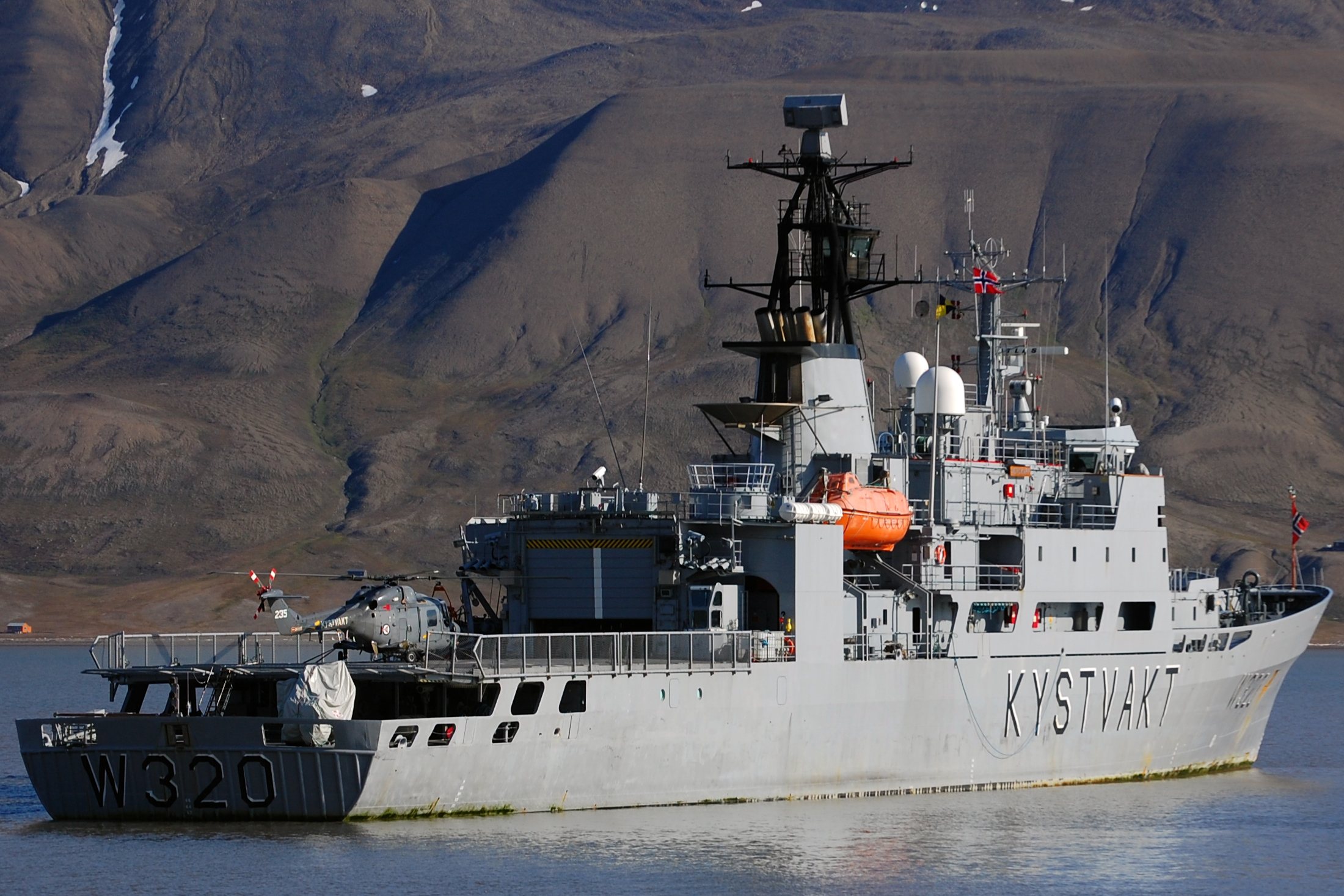
Судно Nordkapp патрулює у районі Свальбарду

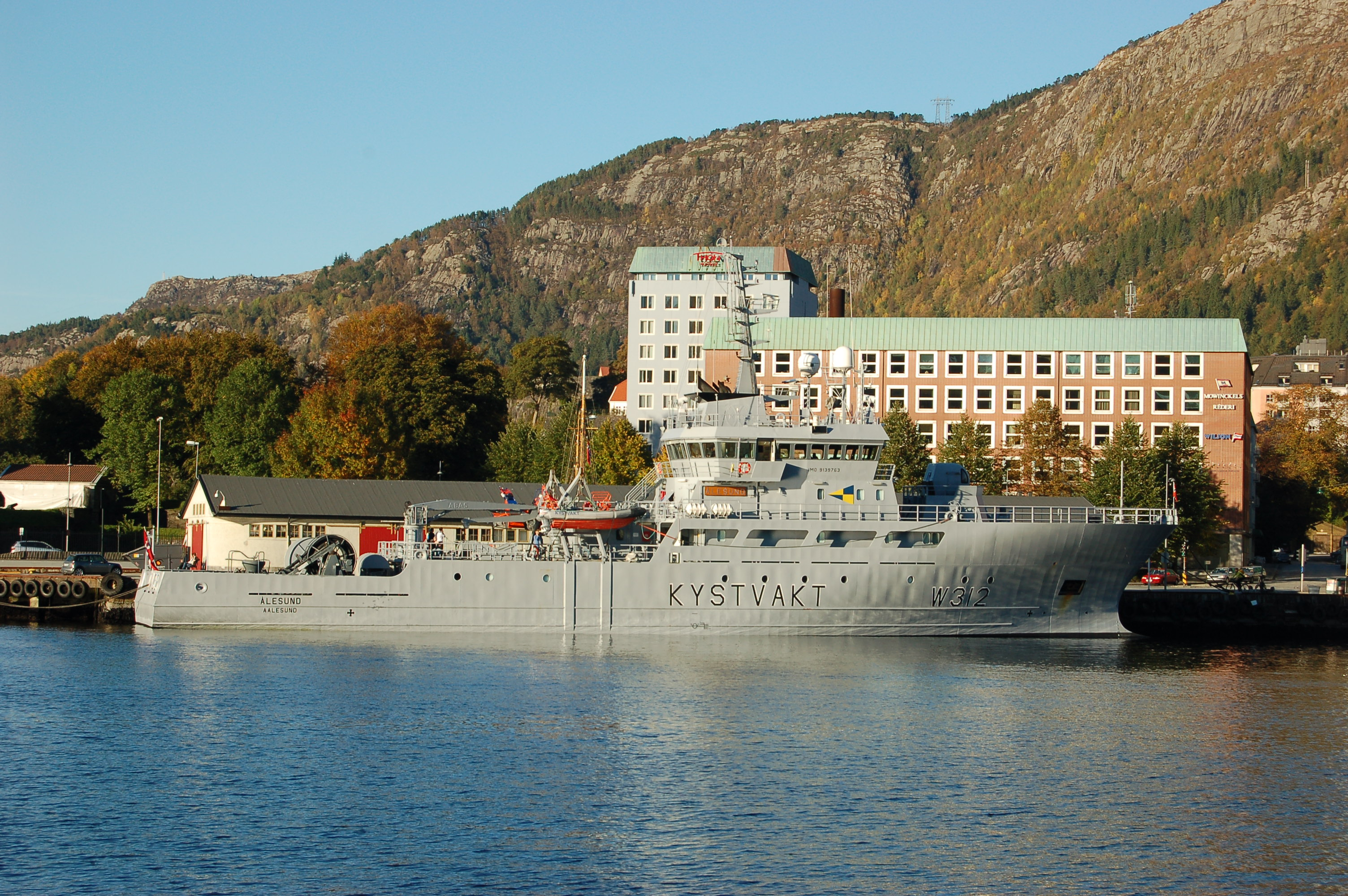
Човен «Олесунд» у Бергені

- Північний ескадрон Берегової охорони
  - Svalbard
  - Патрульні кораблі типу «Нордкап»
    - Andenes
    - Nordkapp
    - Senja

  - Harstad
  - Chieftain
  - Thorsteinson
  - Sjøveien
  - Nysleppen
  - Barentshav
  - Torsteinson
  - Åhav
  - Kongsøy
  - Stålbas
- Південний ескадрон Берегової охорони
  - Ålesund
  - Eigun
  - Lafjord
  - Titran
  - Garsøy
  - Agder
  - Tromsø
- Майбутні судна
  - Замовлено 6 човнів типу «Nornen»